# Bell-lloc (Seo de Urgel)
El enclave de Bell-lloc está situado en el sector de levante del municipio de Seo de Urgel, rodeado del municipio de Alás Serch, en las vertientes del Turó Rodó de los primeros contrafuertes de la sierra del Cadí, en contacto con la plana de la Seu.
Aquí se encuentra la casa y santuario de la Mare de Déu de la Salut. Hasta finales del siglo XVIII fue residencia de verano de los jesuitas de Seo de Urgel. Cuando fueron expulsado el lugar pasó a manos privadas. Uno de los personajes más importantes de la casa de Bell-lloc fue Lluís de Dalmau i Baquer, que fue secretario de la Junta Carlina de Berga y uno de los más fuertes opositores al conde de España. 
La devoción a la Mare de Déu de la Salut ha sido muy importante y el día de la romería se vacían los pueblos de las cercanías.